# Płatności mobilne
Płatności mobilne (ang. Mobile Wallet; zwane też bankowością mobilną oraz płatnością przy użyciu telefonu) – są jednym z wariantów systemów płatności podlegających nadzorowi finansowemu. Należą do grupy instrumentów płatności elektronicznych ang. Digital Wallet, w których wykorzystuje się urządzeniach mobilne, takie jak smartfony i tablety.
Zamiast płacić gotówką, czekiem lub kartą debetową, konsument może użyć aplikacji płatniczej na urządzeniu mobilnym, aby zapłacić za szeroki zakres usług, w tym za dobra cyfrowe oraz materialne.
W krajach rozwijających się rozwiązania płatności mobilnych mogą być wdrażane jako środek do rozszerzenia usług finansowych dla społeczności znanej jako bezbankowi  (ang. unbanked) lub niedostatecznie zbankowani (ang. underbanked), których liczba szacowana jest na około 50 procent dorosłej populacji świata, według raportu z 2009 roku "Połowa Świata Jest Bezbankowa" (Financial Access 2009 Report "Half the World is Unbanked"). Takie sieci płatnicze są często używane do mikropłatności. Wykorzystanie płatności mobilnych w krajach rozwijających się przyciągnęło finansowanie publiczne i prywatne przez organizacje takie jak Fundacja Billa i Melindy Gatesów, Agencja Stanów Zjednoczonych ds. Rozwoju Międzynarodowego oraz Mercy Corps.

## Historia płatności mobilnych

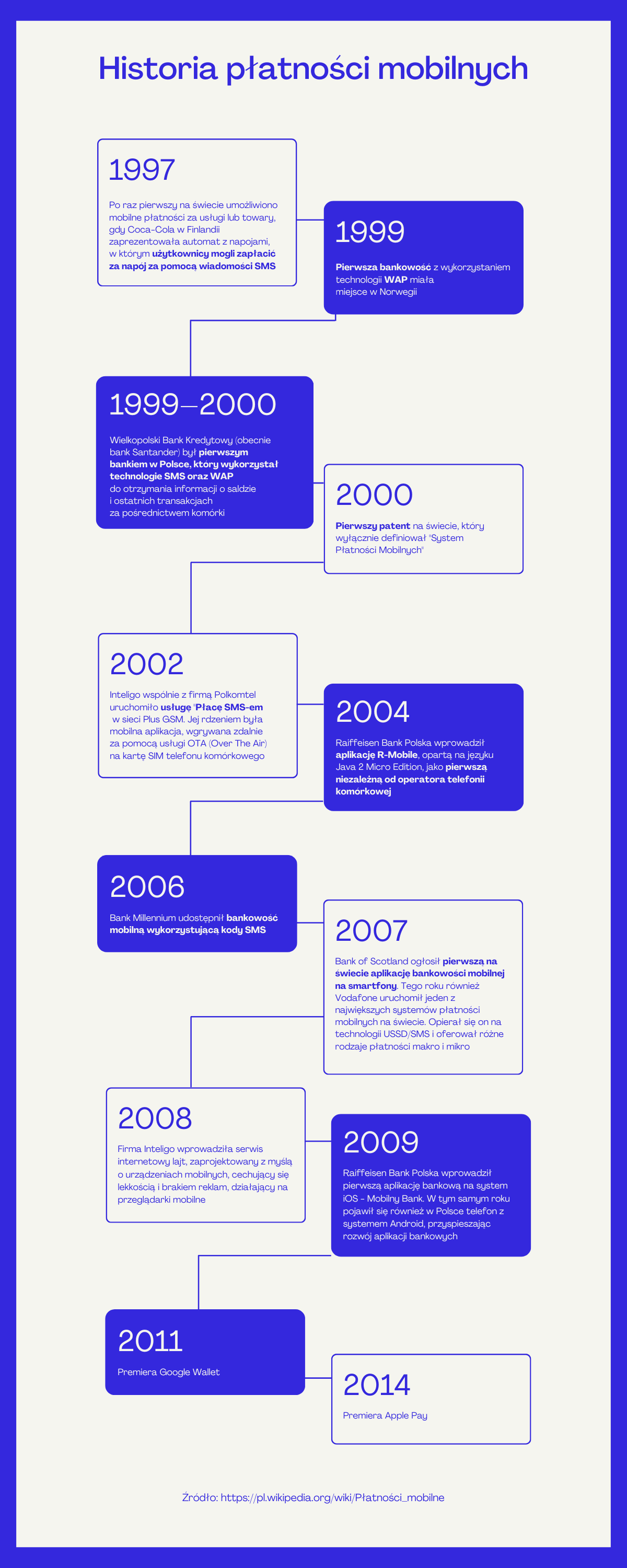
Infografika prezentująca historię płatności mobilnych

1997: Po raz pierwszy na świecie umożliwiono mobilne płatności za usługi lub towary, gdy Coca-Cola w Finlandii zaprezentowała automat z napojami, w którym użytkownicy mogli zapłacić za napój za pomocą wiadomości SMS.
1999: Pierwsza bankowość z wykorzystaniem technologii WAP miała miejsce w Norwegii.
1999–2000: Wielkopolski Bank Kredytowy (obecnie bank Santander) był pierwszym bankiem w Polsce, który wykorzystał technologie SMS oraz WAP do otrzymania informacji o saldzie i ostatnich transakcjach za pośrednictwem komórki.
2000: Pierwszy patent na świecie, który wyłącznie definiował "System Płatności Mobilnych".
2002: Inteligo wspólnie z firmą Polkomtel uruchomiło usługę "Płacę SMS-em" w sieci Plus GSM (później dołączyła Era). Jej rdzeniem była mobilna aplikacja, wgrywana  zdalnie za pomocą usługi OTA (Over The Air) na kartę SIM telefonu komórkowego. Technologia ta określana była terminem SIM Toolkit (Subscriber Identity Module Application Toolkit) i umożliwiała wykonywanie poszczególnych operacji z poziomu aplikacji zainstalowanej na karcie SIM telefonu komórkowego.
2004: Raiffeisen Bank Polska wprowadził aplikację R-Mobile, opartą na języku Java 2 Micro Edition, jako pierwszą niezależną od operatora telefonii komórkowej.
2006: Bank Millennium udostępnił bankowość mobilną wykorzystującą kody SMS.
2007: Bank of Scotland ogłosił pierwszą na świecie aplikację bankowości mobilnej na smartfony. Tego roku również Vodafone uruchomił jeden z największych systemów płatności mobilnych na świecie. Opierał się on na technologii USSD/SMS i oferował różne rodzaje płatności makro i mikro.
2008: Firma Inteligo wprowadziła serwis internetowy lajt, zaprojektowany z myślą o urządzeniach mobilnych, cechujący się lekkością i brakiem reklam, działający na przeglądarki mobilnej.
2009: Raiffeisen Bank Polska wprowadził pierwszą aplikację bankową na system iOS - Mobilny Bank. W tym samym roku pojawił się również w Polsce telefon z systemem Android, przyspieszając rozwój aplikacji bankowych.
2011: Premiera Google Wallet.
2014: Premiera Apple Pay.

## Podział płatności ze względu na sposób komunikowania się urządzenia mobilnego z centrum przetwarzania danych

### Płatności mobilne zdalne
Najpopularniejszy rodzaj płatności mobilnych. Polega on na połączeniu między telefonem komórkowym a serwerem za pomocą wiadomości SMS (tzw. Premium SMS) lub Internetu. Premium SMS najczęściej wykorzystuje się jako formę płatności za artykuły prasowe dostępne w Sieci, udział w konkursach, głosowaniu w programach telewizyjnych czy też za dostęp online do materiałów video. Kupujący umieszcza wskazany przez sprzedającego kod w wiadomości SMS i wysyła go pod podany numer. W odpowiedzi otrzymuje wiadomość zwrotną potwierdzającą wysyłkę SMS-a lub też kod, który może wpisać na stronie internetowej i tym samym odblokuje dostęp do poszukiwanych treści.

### Płatności mobilne zbliżeniowe
Obecnie występują one w technologii NFC, czyli Near Field Communications – Komunikacja Bliskiego Zasięgu. Ta bezprzewodowa technologia opiera się na wykorzystaniu fal radiowych w celu wymiany danych na bliską odległość, zwykle kilka centymetrów. Karty płatnicze z technologią NFC zbliża się do urządzenia autoryzującego, dzięki czemu zostaje nawiązane połączenie i odbywa się transfer danych (opłata). Przyjęto, że przy transakcjach nie przekraczających 50 zł nie ma potrzeby wprowadzania kodu PIN. Wpływa to na usprawnienie i przyspieszenie procesu płatności. Technologia NFC działa także w telefonach komórkowych, które dzięki niej stają się także mobilnymi portfelami. Działają na takich samych zasadach jak karty płatnicze, czyli przykłada się telefon do terminala w celu dokonania płatności. Przykładem aplikacji wykorzystującej opisaną technologię jest np. MyWallet. Dzięki wyposażeniu telefonu we wspomnianą aplikację użytkownik może dokonywać płatności zbliżając telefon do terminala płatniczego.

## Bezpieczeństwo
Globalne stowarzyszenie cyberbezpieczeństwa ISACA opublikowało badanie bezpieczeństwa płatności mobilnych w 2015 r. po przeprowadzeniu ankiety wśród 900 specjalistów ds. cyberbezpieczeństwa, a ich opinie sugerują, że cyberbezpieczeństwo pozostaje w tyle za szybko rozwijającymi się technologiami.
Badanie wskazywało również, iż 47% ankietowanych specjalistów stwierdziło, że nie uważa płatności mobilnych za bezpieczne, a tylko 23 procent uważa, że płatności mobilne są bezpieczne pod względem ochrony danych osobowych.

### Rekomendacje Agencji Unii Europejskiej ds. Bezpieczeństwa Sieci i Informacji (ENISA)
ENISA jest ośrodkiem i bezpieczeństwa informacji dla UE, jej państw członkowskich, sektora prywatnego i obywateli Europy. Pomaga państwom członkowskim UE we wdrażaniu odpowiednich przepisów UE i działa na rzecz poprawy odporności krytycznej infrastruktury informacyjnej i sieci w Europie. W grudniu 2016 roku opublikowała 46 stronicowy raport pt.„bezpieczeństwo płatności mobilnych i elektronicznych (ang. Security of Mobile Payments and Digital Wallets)”.
Jak podaje ENISA, głównym celem niniejszego dokumentu jest opracowanie wytycznych, które mają pomóc twórcom płatności mobilnych i dostawcom płatności mobilnych w zakresie zalecanych środków kontroli bezpieczeństwa, których wdrożenie pomogłoby zapewnić ochronę konsumentów, sprzedawców detalicznych i instytucji finansowych przed zagrożeniami cybernetycznymi. Celem drugorzędnym jest zdefiniowanie minimalnych środków, które powinny być przestrzegane przez dostawców płatności mobilnych w UE oraz zapewnienie zaleceń dotyczących bezpieczeństwa dla organizacji, które chcą świadczyć usługi płatności mobilnych w UE.

## Płatności mobilne w liczbach
1. Rynek płatności mobilnych w 2023 roku był wart 67,5 miliarda dolarów przewiduje się, że osiągnie 587,52 miliarda dolarów do 2030 roku przy stopie CAGR na poziomie 36,2%[15].
2. Przewiduje się, że do 2025 r. płatności mobilne będą stanowić 79% wszystkich transakcji cyfrowych, w porównaniu do 71% transakcji cyfrowych w 2021 roku[16].
3. Płatności mobilne wzrosły podczas pandemii Covid-19, gdzie 43% Amerykanów korzystało z tego typu transakcji w 2021 r., w porównaniu do zaledwie 29% w 2019 roku[17].
4. 39% amerykańskich konsumentów twierdzi, że korzystałoby z płatności mobilnych częściej, gdyby były one dostępne w większej liczbie sklepów i aplikacji[18].

## Płatności mobilne w Polsce

### Najpopularniejsze metody płatności mobilnych w Polsce[19]
- BLIK (od lutego 2015),
- Google Pay (od listopada 2016 r. jako Android Pay[20]),
- Apple Pay (od czerwca 2018 r.)

Dzięki tym usługom można płacić w aplikacjach mobilnych, sklepach internetowych oraz wypłacać gotówkę z bankomatów (dostępność tych usług zależy od banku, dostawcy urządzeń lub sklepów).

### Udział płatności mobilnych w Polsce
|                                                    | II kw. 2022 r. | I kw. 2022 r. | IV kw. 2021 r. | III kw. 2021 r. | II kw. 2021 r. | I kw. 2021 r. | IV kw. 2020 r. | III kw. 2020 r. | II kw. 2020 r. | I kw. 2020 r. |
| Liczba wszystkich transakcji zbliżeniowych (w mld) | 1,98           | 1,656         | 1,738          | 1,798           | 1,595          | 1,334         | 1,36           | 1,516           | 1,171          | 1,208         |
| Liczba płatności mobilnych (w mln)                 | 264            | 202,8         | 173,4          | 172,9           | 138,9          | 105           | 87,5           | 89,4            | 61,4           | 59,7          |
| Udział płatności mobilnych (w proc.)               | 13,3           | 12,2          | 10             | 9,6             | 8,7            | 7,9           | 6,4            | 5,8             | 5,2            | 4,9           |

Synteza źródeł: NBP oraz Cashless.

### Dostępność rozwiązań w polskich bankach
| Bank                  | Apple Pay | Fitbit Pay | Garmin Pay | Google Pay | SwatchPAY! | Xiaomi Pay | ZEPP Pay | BLIK C (zbliżeniowy) |
| --------------------- | --------- | ---------- | ---------- | ---------- | ---------- | ---------- | -------- | -------------------- |
| Alior Bank            | TAK       | TAK        | TAK        | TAK        | TAK        | TAK        | NIE      | TAK                  |
| Bank BPS              | TAK       | TAK        | TAK        | TAK        | TAK        | TAK        | TAK      | NIE                  |
| Bank Millennium       | TAK       | TAK        | TAK        | TAK        | NIE        | NIE        | NIE      | TAK                  |
| Bank Pekao S.A.       | TAK       | TAK        | TAK        | TAK        | NIE        | NIE        | NIE      | NIE                  |
| Bank Pocztowy         | TAK       | NIE        | TAK        | TAK        | NIE        | TAK        | NIE      | NIE                  |
| BNP Paribas           | TAK       | TAK        | TAK        | TAK        | TAK        | TAK        | NIE      | NIE                  |
| BOŚ Bank              | NIE       | NIE        | NIE        | TAK        | NIE        | NIE        | NIE      | NIE                  |
| Citi Handlowy         | TAK       | NIE        | NIE        | TAK        | NIE        | NIE        | NIE      | NIE                  |
| Crédit Agricole       | TAK       | TAK        | TAK        | TAK        | TAK        | TAK        | NIE      | NIE                  |
| ING Bank Śląski       | TAK       | NIE        | TAK        | TAK        | NIE        | NIE        | NIE      | TAK                  |
| mBank                 | TAK       | TAK        | TAK        | TAK        | TAK        | TAK        | NIE      | TAK                  |
| Nest Bank             | TAK       | TAK        | TAK        | TAK        | TAK        | TAK        | NIE      | NIE                  |
| PKO BP                | TAK       | NIE        | TAK        | TAK        | TAK        | TAK        | NIE      | TAK                  |
| Santander Bank Polska | TAK       | TAK        | TAK        | TAK        | TAK        | TAK        | NIE      | TAK                  |
| VeloBank              | TAK       | NIE        | TAK        | TAK        | TAK        | NIE        | NIE      | NIE                  |

Źródło opracowania: direct.money.pl.

### Polski system płatności mobilnych BLIK
BLIK to powszechny standard płatności mobilnych.
W 2013 roku sześć banków działających w Polsce (Alior Bank, Bank Millennium, Santander Bank Polska, ING Bank Śląski, mBank oraz PKO Bank Polski) podjęło decyzję o nawiązaniu współpracy w celu stworzenia innowacyjnego systemu płatności.
Po rozpoznaniu potrzeby zarządzania tym przedsięwzięciem utworzono Polski Standard Płatności, który został zarejestrowany w Krajowym Rejestrze Sądowym w styczniu 2014 roku. Współudziałowcami tego podmiotu są wspomniane banki oraz firma Mastercard, która w kolejnych latach umożliwiła rozpowszechnienie systemu BLIK również poza granicami kraju.

#### Rozpoznawalność systemu BLIK w Polsce
Według metodologii KANTAR - MDS (Meaningful, Different Salient) - służącej do pomiaru siły marki, tzw. indeksie Brand POWER, BLIK uzyskał w drugim kwartale 2022 roku wynik 43,3 proc., wyprzedzając konkurencję. Na podstawie danych z raportu jest on dwukrotnie silniejszy od globalnych marek, takich jak VISA (22,2 proc.) czy Mastercard (18,9 proc.), które w globalnym zestawieniu KANTAR BRANDZ – MOST VALUABLE GLOBAL BRANDS 2022, plasują się odpowiednio na 7 i 12 miejscu. Na polskim rynku BLIK wyprzedza również takie brandy płatnicze jak Google Pay (7,2 proc.), Apple Pay (4,6 proc.) czy Revolut (3,7 proc.). Brand Power wzrósł o 10% w przeciągu ostatnich 3,5 lat.